# The Blackout Club
The Blackout Club (с англ. — «Клуб Блэкаут») — компьютерная игра в жанре Survival horror, разработанная и изданная компанией Question. Выход игры состоялся 30 июля 2019 года на Microsoft Windows, Xbox One и PlayStation 4.

## Геймплей
The Blackout Club — кооперативная игра, в которую однако можно играть и одному. Геймерам предстоит объединиться в команду до четырёх человек и выполнять случайно сгенерированные задачи: от поисков схваченного друга и развешивания вербовочных плакатов, до поиска и фиксации доказательств злодеяний культистов. Однако мешать выполнению заданий призваны взрослые, которые бродят по ночному городу. Горожане делятся на два типа — спящих, ориенитрующихся на звуки, и зрячие, которые ищут детей ориентируясь на зрение.
Противостоять мирным горожанам можно нелетальными способами — сбиванием с ног, усыплением, отвлечением. Однако многократные столкновения со взрослыми приводит к пробуждению Фигуры — невидимого врага, который будет охотиться за игроком.
Члены клуба на миссиях используют такие гаджеты, как арбалет с транквилизаторами, электрошокер, крюк-кошка и петарды. Помимо этого, на задании можно отыскать находки, вроде пейнтбольной гранаты, которая выводит из строя камеры и вражеские коптеры, или монтажной пены, смягчающей звук шагов.

## Сюжет
События игры разворачиваются в начале 2000-х в маленьком американском городке Редэйка, который расположен в Зоне Спокойствия, названной так из-за того, что радиопередача там сильно ограничена законом ради научных исследований и военной разведки. Местные жители могут связываться только друг с другом, но не с остальным миром. Игра рассказывает о группе подростков, расследующих тайну, что таится прямо в их городе. Каждую ночь все взрослые жители города страдают лунатизмом. На утро они просыпаются, ничего не помня о том, где они были, и что произошло.
Несколько подростков в городе Редэйка сами просыпались во время таких «блэкаутов», оказывавшись при этом в лесу или на железнодорожных путях, не понимая, как они туда попали. Когда дети рассказали своим родителям, учителям и полиции о происходящих событиях, им никто не поверил. Взяв дело в свои руки, они создали штаб противостояния этому явлению — Клуб Блэкаут — чтобы разобраться во всём. Однако недавнее исчезновение их близкой подруги означает, что это хождение во сне не просто странное, а возможно — смертельно опасное.
Используя всю свою хитрость, героям предстоит доказать существование неких могущественных сил. Для этого им придётся каждую ночь выполнять определённые задачи, которые им поручает собственноручно созданный Клуб Блэкаут.

## Отзывы
| Сводный рейтинг | Сводный рейтинг |
| Агрегатор       | Оценка          |
| --------------- | --------------- |
| GameRankings    | 73,40 %         |